# Janelle Salaün
Janelle Illona Salaün (Parigi, 5 settembre 2001) è una cestista francese.

## Carriera
Con la Francia ha disputato l'Europeo 2023 e i Giochi olimpici di Parigi 2024.

## Palmarès
- Campionato italiano: 1
Famila Schio: 2024-25
- Coppa Italia: 1
Famila Schio: 2025